# Ves Touškov
Ves Touškov (německy Tuschkau, Tuschkau Dorf či dříve též Touškov Hartmanův) je vesnice v okrese Plzeň-jih, kraj Plzeňský. Žije zde 340 obyvatel.

## Historie
První písemná zmínka o vsi je z roku 1243.

### Slavní rodáci
- Vilém Schneeberger (1928–2006), teolog a spisovatel

## Pamětihodnosti
- Kostel svaté Markéty
- Socha Panny Marie Immaculaty u hřbitova
- Socha svatého Jana Nepomuckého na návsi

### Okolí
- Touškovský rybník

## Části obce
- Ves Touškov
- Mířovice

Od 30. dubna 1976 do 31. srpna 1990 k obci patřily i Hradišťany.

## Galerie

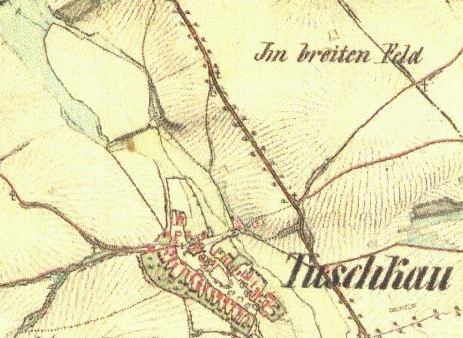
Ves Touškov a Touškovský rybník na výřezu z mapy II. vojenského mapování
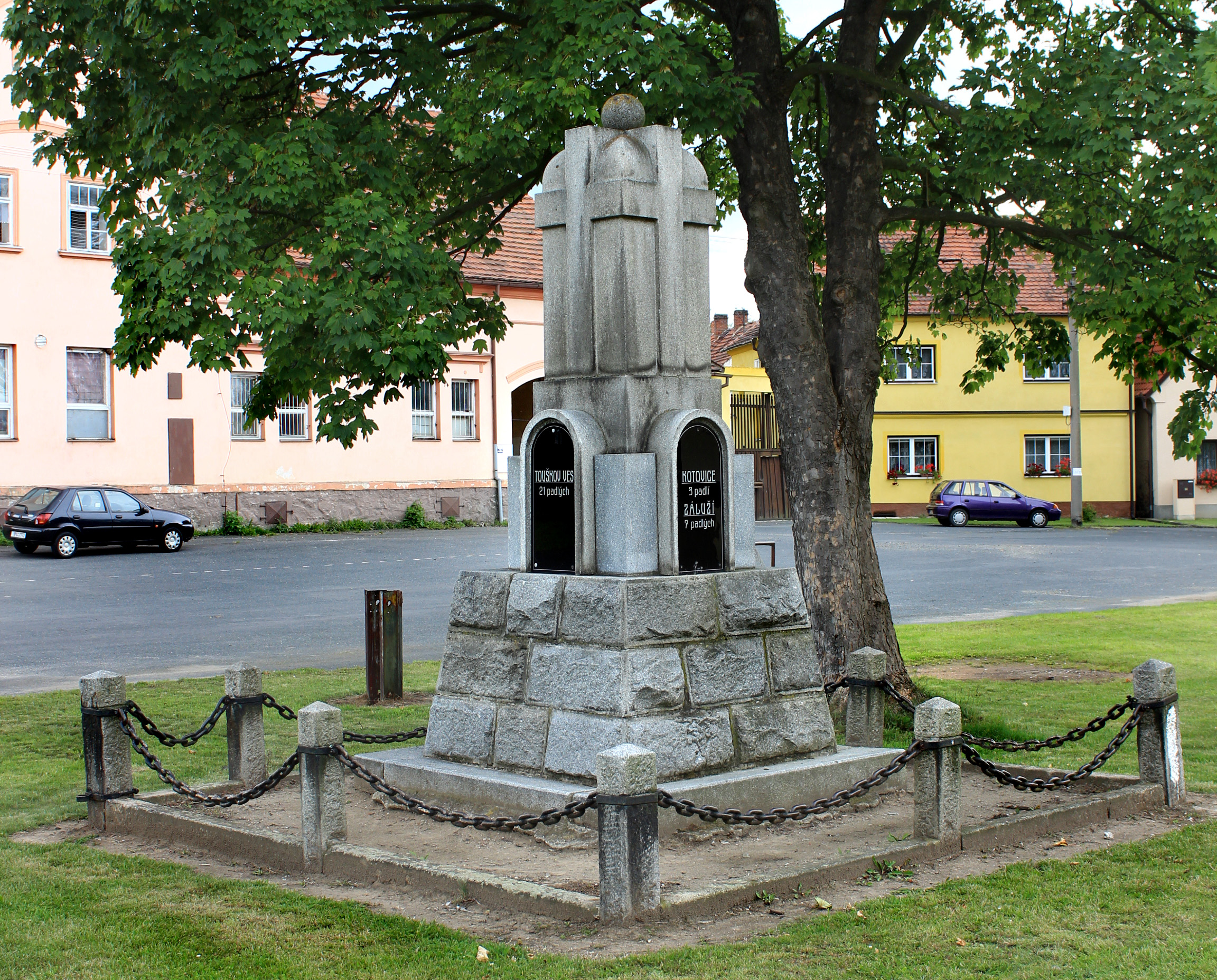
Památník obětem první světové války
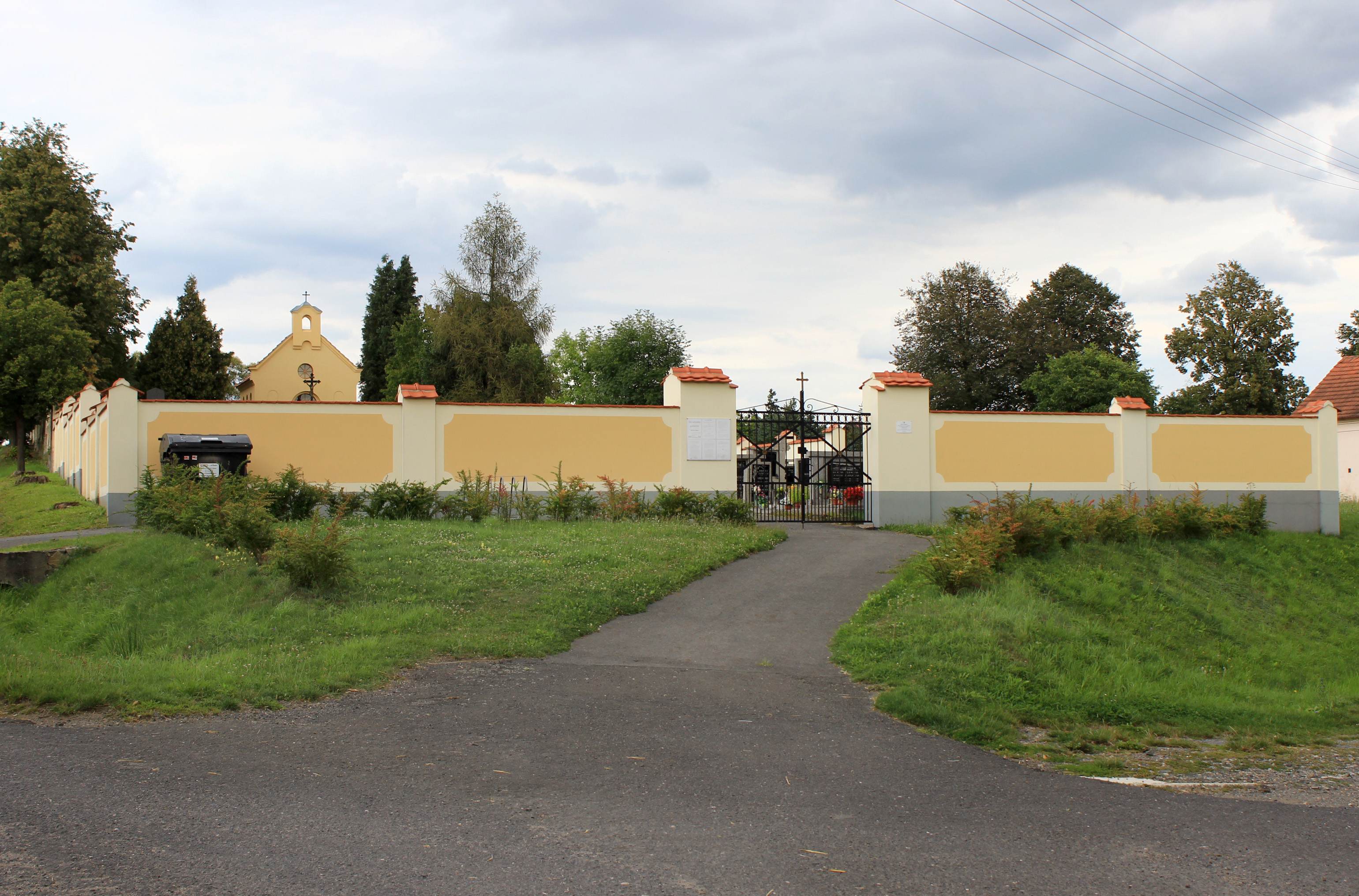
Hřbitov
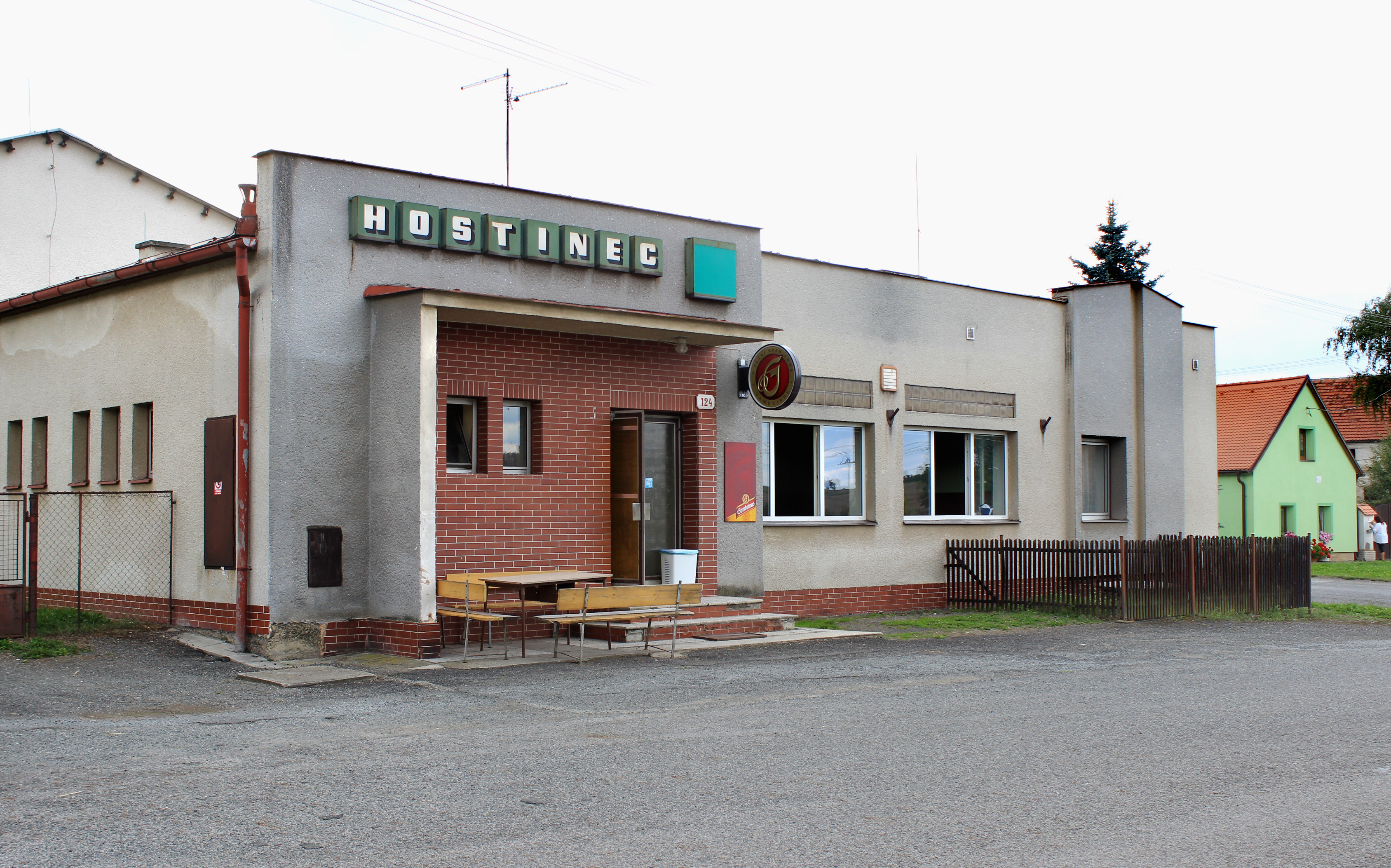
Restaurace